# Dicranomyia autumnalis
Dicranomyia autumnalis là một loài ruồi trong họ Limoniidae. Chúng phân bố ở miền Cổ bắc và miền Ấn Độ - Mã Lai.